# Hoofdklasse schaken 1947/48
In het Hoofdklasse-seizoen 1947/48 werd gestreden door 28 teams van schaakverenigingen om het landskampioenschap schaken van Nederland. De teams waren verdeeld over vier regionale poules. De winnaars van deze poules namen het tegen elkaar op in een finaleronde. Het Vereenigd Amsterdamsch Schaakgenootschap werd voor de 11e maal in zijn historie landskampioen.

## Eindstanden[1]

### Groep A
| # | Team      | MP | BP  | 1  | 2  | 3  | 4  | 5  | 6  | 7  |
| - | --------- | -- | --- | -- | -- | -- | -- | -- | -- | -- |
| 1 | Ha. S.G.  | 11 | 35½ | -- | 5½ | 6½ | 6  | 6½ | 6  | 5  |
| 2 | Kralingen | 8  | 32½ | 4½ | -- | 5  | 5½ | 6½ | 5  | 6  |
| 3 | DD II     | 7  | 30½ | 3½ | 5  | -- | 5  | 5  | 5½ | 6½ |
| 4 | LSG       | 6  | 32  | 4  | 4½ | 5  | -- | 6  | 5  | 7½ |
| 5 | De Dom    | 4  | 27  | 3½ | 3½ | 5  | 4  | -- | 5  | 6  |
| 6 | VVGA      | 3  | 28  | 4  | 5  | 4½ | 5  | 5  | -- | 4½ |
| 7 | Res. S.C. | 3  | 24½ | 5  | 4  | 3½ | 4  | 5½ | 2½ | -- |

### Groep B
| # | Team        | MP | BP  | 1  | 2  | 3  | 4  | 5  | 6  | 7  |
| - | ----------- | -- | --- | -- | -- | -- | -- | -- | -- | -- |
| 1 | VAS         | 12 | 42½ | -- | 6  | 6½ | 8  | 7½ | 6½ | 8  |
| 2 | VVV         | 9  | 33½ | 4  | -- | 6½ | 5½ | 5½ | 5  | 7  |
| 3 | NRSV        | 6  | 33  | 3½ | 3½ | -- | 5  | 8½ | 5  | 7½ |
| 4 | Max Euwe    | 6  | 30  | 2  | 4½ | 5  | -- | 5  | 6  | 7½ |
| 5 | Het Centrum | 5  | 27½ | 2½ | 4½ | 1½ | 5  | -- | 5½ | 6½ |
| 6 | BSG         | 4  | 28½ | 3½ | 5  | 5  | 4  | 4½ | -- | 6½ |
| 7 | Hi. S.G.    | 0  | 17  | 2  | 3  | 2½ | 2½ | 3½ | 3½ | -- |

### Groep C
Het eerste team van Discendo Discimus werd kampioen, Amersfoort was veroordeeld tot het spelen van een degradatiekamp.

### Groep D
| # | Team       | MP | BP  | 1  | 2  | 3  | 4  | 5  | 6  | 7  |
| - | ---------- | -- | --- | -- | -- | -- | -- | -- | -- | -- |
| 1 | Eindhoven  | 11 | 41  | -- | 5  | 7  | 8  | 8  | 6½ | 6½ |
| 2 | Philips    | 11 | 40½ | 5  | -- | 7½ | 5½ | 6½ | 8½ | 7½ |
| 3 | Heerlen    | 6  | 29  | 3  | 2½ | -- | 4  | 7  | 6½ | 6  |
| 4 | Den Bosch  | 6  | 27  | 2  | 4½ | 6  | -- | 3  | 5½ | 6  |
| 5 | De Pion    | 5  | 26  | 2  | 3½ | 3  | 7  | -- | 5  | 5½ |
| 6 | Middelburg | 3  | 23½ | 3½ | 1½ | 3½ | 4½ | 5  | -- | 5½ |
| 7 | Maastricht | 0  | 23  | 3½ | 2½ | 4  | 4  | 4½ | 4½ | -- |

### Legenda
|  | Kwalificatie voor finaleronde |
|  | Play-off om degradatie        |

## Finaleronde om het landskampioenschap[2]
| # | Team        | MP | BP  | 1  | 2  | 3  | 4  |
| - | ----------- | -- | --- | -- | -- | -- | -- |
| 1 | VAS         | 5  | 17  | -- | 6  | 6  | 5  |
| 2 | DD I        | 4  | 16  | 4  | -- | 6½ | 5½ |
| 3 | Eindhoven   | 2  | 13½ | 4  | 3½ | -- | 6  |
| 4 | Haarl. S.G. | 1  | 13½ | 5  | 4½ | 4  | -- |

## Promotie-degradatiecompetitie[2]
In de wedstrijden om promotie- en degradatie namen de kampioenen van de onderbonden het op tegen de nummer laatst van elke groep.

### Groep A
| # | Team                                   | MP | BP  | 1  | 2  | 3  | 4  |
| - | -------------------------------------- | -- | --- | -- | -- | -- | -- |
| 1 | Haagsche Christelijke Schaakvereniging | 4  | 18  | -- | 3  | 7½ | 7½ |
| 2 | W. Steinitz                            | 3  | 16½ | 7  | -- | 5  | 4½ |
| 3 | Residentie Schaakclub                  | 3  | 16  | 2½ | 5  | -- | 8½ |
| 4 | Philidor Leiden                        | 2  | 9½  | 2½ | 5½ | 1½ | -- |

De Haagsche Christelijke Schaakvereniging promoveert ten koste van de Residentie Schaakclub.

### Groep B
| # | Team             | MP | BP  | 1  | 2  | 3  | 4  |
| - | ---------------- | -- | --- | -- | -- | -- | -- |
| 1 | Het Westen       | 6  | 18  | -- | 6½ | 6  | 7½ |
| 2 | Hilv. S.G.       | 4  | 16½ | 3½ | -- | 6  | 7  |
| 3 | Zaandam          | 1  | 13  | 4  | 4  | -- | 5  |
| 4 | Tuindorp Utrecht | 1  | 10½ | 2½ | 3  | 5  | -- |

### Groep C
| # | Team            | # | MP | BP | 1    | 2  | 3    | 4    | 5    |
| - | --------------- | - | -- | -- | ---- | -- | ---- | ---- | ---- |
| 1 | Staunton II     | 3 | 6  | 19 | --   | 6  | 7½   | afg. | 5½   |
| 2 | Almelo          | 4 | 5  | 22 | 4    | -- | 6    | 5    | 7    |
| 3 | Amersfoort      | 3 | 2  | 12 | 2½   | 4  | --   | 5½   | afg. |
| 4 | Pallas Deventer | 2 | 0  | 9  | afg. | 4½ | 4½   | --   | afg. |
| 5 | Sneek           | 2 | 0  | 7½ | 4½   | 3  | afg. | afg. | --   |

De competitie werd stopgezet omdat Staunton II niet meer was in te halen. Daardoor degradeerde Amersfoort.

### Groep D
| # | Team                   | # | MP | BP  | 1    | 2  | 3    | 4    |
| - | ---------------------- | - | -- | --- | ---- | -- | ---- | ---- |
| 1 | Maastricht             | 2 | 4  | 14½ | --   | 6½ | 8    | n.g. |
| 2 | Waalwijk               | 3 | 3  | 14½ | 3½   | -- | 5    | 6    |
| 3 | Het Anker (Maastricht) | 2 | 1  | 7   | 2    | 5  | --   | n.g. |
| 4 | Goes                   | 1 | 0  | 4   | n.g. | 4  | n.g. | --   |

Goes trok zich terug ter besparing van kosten.

### Legenda
|  | Promotie naar Hoofdklasse / handhaving      |
|  | Degradatie naar competitie van de onderbond |
|  | Handhaving in competitie van de onderbond   |

Eerste klasse

1920/21 · 1921/22 · 1922/23 · 1923/24 · 1924/25 · 1925/26 · 1926/27 · 1927/28 · 1928/29 · 1929/30 · 1930/31 · 1931/32 · 1932/33 · 1933/34 · 1934/35 · 1935/36 · 1936/37 · 1937/38 · 1938/39 · 1939/40 · 1940/41 · 1941/42
Hoofdklasse

1942/43 · 1943/44 · 1944/45 · 1945/46 · 1946/47 · 1947/48 · 
1948/49 · 1949/50 · 1950/51 · 1951/52 · 1952/53 · 1953/54 · 1954/55 · 1955/56 · 1956/57 · 1957/58 · 1958/59 · 1959/60 · 1960/61 · 1961/62 · 1962/63 · 1963/64 · 1964/65 · 1965/66 · 1966/67 · 1967/68 · 1968/69 · 1969/70 · 1970/71 · 1971/72 · 1972/73 · 1973/74 · 1974/75 · 1975/76 · 1976/77 · 1977/78 · 1978/79 · 1979/80 · 1980/81 · 1981/82 · 1982/83 · 1983/84 · 1984/85 · 1985/86 · 1986/87 · 1987/88 · 1988/89 · 1990/91 · 1991/92 · 1992/93 · 1993/94 · 1994/95 · 1995/96
Meesterklasse

1996/97 · 1997/98 · 1998/99 · 1999/00 · 2000/01 · 2001/02 · 2002/03 · 2003/04 · 2004/05 · 2005/06 · 2006/07 · 2007/08 · 2008/09 · 2009/10 · 2010/11 · 2011/12 · 2012/13 · 2013/14 · 2014/15 · 2015/16 · 2016/17 · 2017/18· 2018/19 · 2019/20 · 2020/21 · 2021/22 · 2022/23 · 2023/24 · 2024/25